# Cultura di Malta

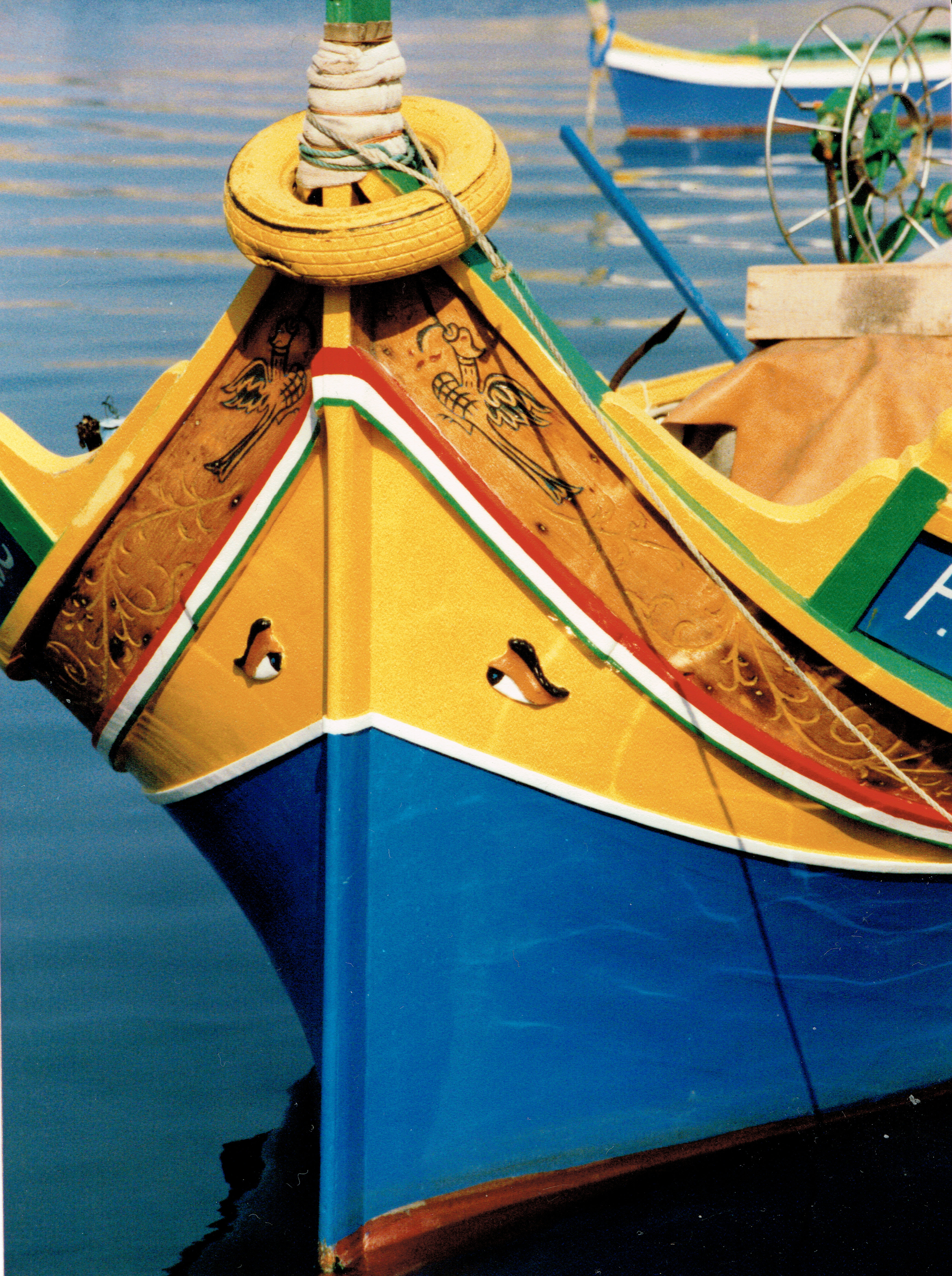
Una tipica barca maltese detta "Luzzu"

La cultura di Malta è frutto dell'influenza di diverse culture fra cui quella italiana, inglese e quella araba.
Le tradizioni, i costumi e le leggende popolari maltesi sono ancora particolarmente vive negli anziani e sono oggetto di studio e valorizzazione come in tutti i paesi europei.

## Legami culturali con l'Italia
Nonostante Malta abbia un governo anti-italiano, portata avanti a partire dalla prima metà degli anni '30, intorno al 2020 la lingua italiana risulta essere la terza più diffusa.
Un altro elemento che lega la cultura maltese a quella italiana è la Chiesa cattolica, fondamento dell'identità nazionale maltese.

## Lingua
Negli anni '20 venne fondata da un gruppo di intellettuali l'associazione L-Għaqda tal-Malti, con lo scopo di stabilizzare e promuovere l'utilizzo del maltese come lingua nazionale. La lingua maltese ha la caratteristica di essere l'unica in Europa ad avere origine semitica.
Nel 1934, preoccupata dall'aspirazione di una notevole parte della popolazione maltese a unirsi al Regno d'Italia, l'autorità inglese bandì l'utilizzo della lingua italiana a favore del maltese e dell'inglese. Ciò nonostante, negli anni 2020 la lingua italiana è la terza per diffusione nell'isola ed è parlata correttamente da circa due terzi della popolazione.

## L'influenza britannica
L'influenza britannica ancora oggi rimane notevole. In ambito calcistico, molti maltesi seguono il campionato inglese di calcio (mentre altri seguono quello italiano). La guida è a sinistra, esattamente come nel Regno Unito, ed è possibile vedere numerose automobili inglesi degli anni '60 e '70 circolare per le strade. Molti maltesi bevono il tè con il latte, come gli inglesi, mentre altri bevono il caffè. In ambito culinario sta invece tornando ad imporsi la gastronomia mediterranea, con un ritorno dell'olio d'oliva al posto del burro inglese.

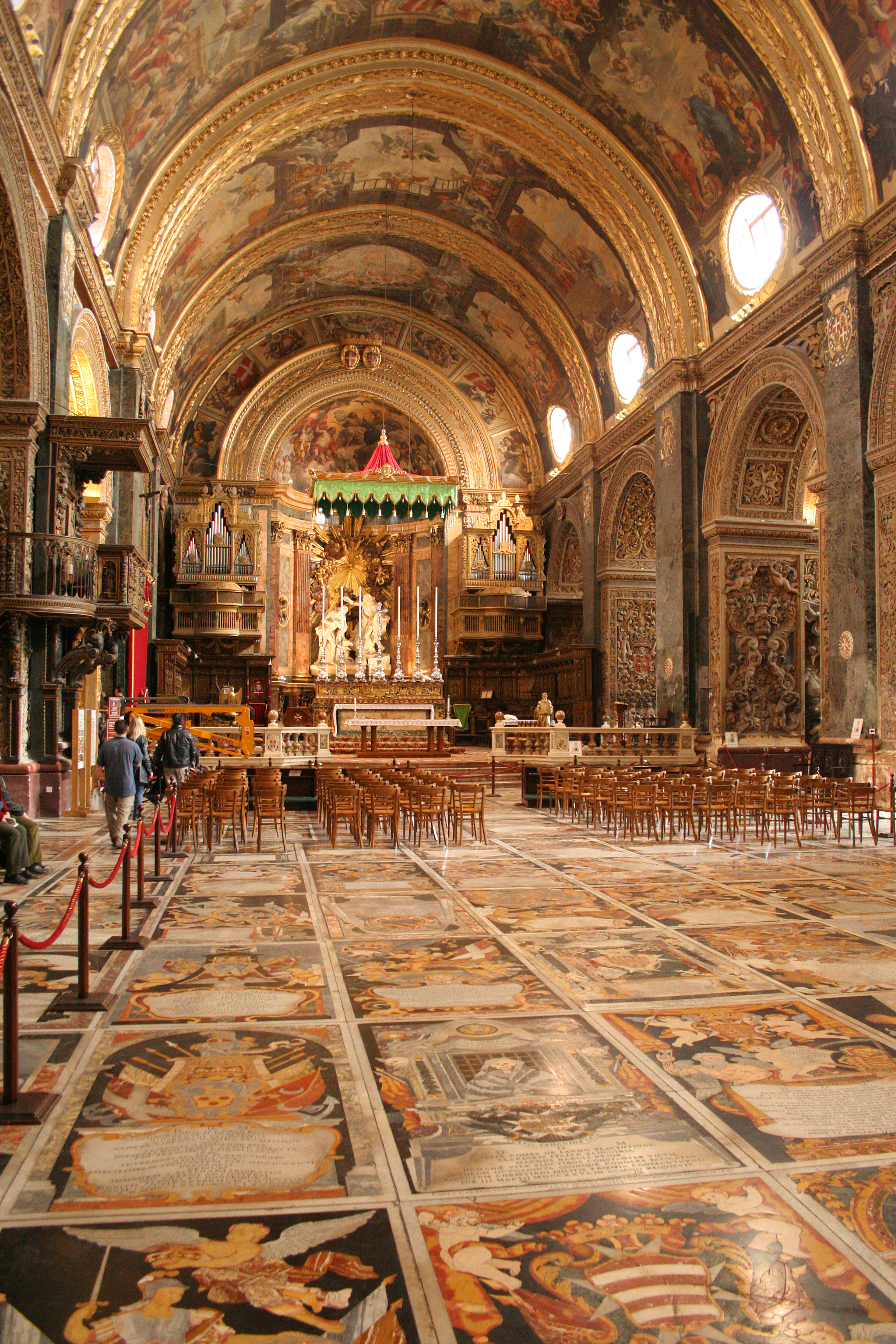
Cattedrale di St.Johns

## Religione
La stragrande maggioranza della popolazione maltese è di fede cattolica e l'influenza culturale della Chiesa cattolica è ancora oggi molto forte. Per fare un esempio, eutanasia e aborto sono proibiti per legge. La religione cattolica è religione di Stato, ma viene riconosciuta la libertà di culto. Secondo alcune stime, il 90% della popolazione è di fede cattolica, anche se solo il 60% è definibile praticante.

## Letteratura
Nonostante le piccole dimensioni, Malta ha una ricchissima storia letteraria. La prima opera risale al Medioevo, ed è una poesia in maltese medioevale scritta da Pietru Caxaro, Xideu ja gireni. Molti intellettuali hanno commentato la poesia tra i quali il professor Arnold Cassola, il professor Joseph M. Brincat e il romanziere Frans Sammut.
Nell'Ottocento vi fu un vero e proprio "rinascimento" letterario con figure come Gian Anton Vassallo (1817-1868) e altri.
Carmelo Psaila ("Dun Karm") (1871-1961), scrisse opere in maltese, inglese, italiano ed esperanto. Un importante studio sulla sua poesia è stato scritto dal poeta e romanziere Oliver Friggieri e un altro ancora dal poeta e regista teatrale Mario Azzopardi.
Il dopoguerra vide la comparsa del Movimento Risveglio Letterario, con personaggi come Oliver Friggieri (poi divenuto Professore di Maltese all'Università di Malta), Frans Sammut (1945-2011), il "romanziere nazionale", Alfred Sant (poi divenuto Primo Ministro di Malta), Lino Spiteri (poi divenuto Ministro delle Finanze in due governi), e altri ancora.
Agli anni 2020 la letteratura maltese è principalmente formata da opere in maltese (Alex Vella Gera e Guze' Stagno ad esempio) e da alcune in inglese (Francis Ebejer ad esempio). Ci sono invece pochissime opere in italiano, come le poesie del giudice J.J. Cremona e l'ebook Il Sindaco di Racalmusci, di Albert Caruana.

## Arte
- Jean Zaleski
- Isabelle Borg